# Claudia Jones
Claudia Jones, właśc. Claudia Vera Cumberbatch (ur. 21 lutego 1915 w Port-of-Spain, zm. 24 grudnia 1964 w Londynie) – trynidadzka działaczka społeczna i dziennikarka, inicjatorka Notting Hill Carnival.

## Życiorys
Urodziła się w stolicy Trynidadu jako Claudia Vera Cumberbatch, a wychowała się w nowojorskiej dzielnicy Harlem, po emigracji rodziny w 1924 roku do Stanów Zjednoczonych. Jej matka zmarła młodo, w wyniku ciężkich warunków w pracy. 
Claudia zaangażowała się w działalność społeczną na rzecz tolerancji i równości płci. W latach 1935–1936 włączyła się w obronę Chłopców ze Scottsboro – dziewięciu czarnoskórych Amerykanów fałszywie oskarżonych o zgwałcenie dwóch białych kobiet w Alabamie. W tym samym czasie została redaktorką młodzieżowego magazynu w Harlemie oraz uczestniczyła w lokalnych wiecach. Została także członkinią Krajowego Stowarzyszenia na Rzecz Popierania Ludności Kolorowej. Gdy w 1936 roku wstąpiła do amerykańskiej partii komunistycznej i dołączyła do jej młodzieżówki, zmieniła nazwisko na Jones. W latach 1945–1946 była członkinią komitetu narodowego partii. W latach czterdziestych publikowała w „Spotlight”, została redaktorką naczelną „Weekly Review”, a później prowadziła także rubrykę poświęconą sprawom Afroamerykanów w „The Daily Worker”. Angażowała się w działalność organizacji kobiecych, w 1947 roku przewodniczyła National Women's Commission partii, a rok później podróżowała po 43 stanach, reorganizując lokalne struktury komisji kobiet. Od 1942 roku była pod nadzorem Federalnego Biura Śledczego. W erze makkartyzmu, ze względu na swoją działalność polityczną, kilkukrotnie trafiła do więzienia. Ostatnim razem została skazana na rok i jeden dzień kary więzienia. W grudniu 1955 – po odbyciu dziewięciu miesięcy kary – została wydalona ze Stanów Zjednoczonych do Wielkiej Brytanii. 
22 grudnia 1955 roku przybyła do Londynu. Na miejscu dołączyła do działaczy lokalnej partii komunistycznej i wzięła udział w Carribean Labour Congress. Z czasem angażowała się coraz bardziej w działalność na rzecz równych praw mniejszości i zwalczanie rasizmu. W 1958 roku założyła „West Indian Gazette” (później „West Indian Gazette and Afro-Asian Carribean News”), której była redaktorką do końca życia. Czasopismo budowało społeczność diaspory, rozwijając świadomość jej historii oraz stało się rzecznikiem mniejszości karaibskiej, liczącej wtedy 100 000 osób w Londynie. W reakcji na brutalne zamieszki wymierzone w czarnoskórych mieszkańców w 1958 roku w dzielnicy Notting Hill, Jones zorganizowała karnawał pod nazwą Carribean Carnival, który zapoczątkował Notting Hill Carnival. Wydarzenie miało być pozytywną odpowiedzią na niepokoje, pełną muzyki, tańców i kolorowych kostiumów. Pierwsza edycja odbyła się 30 stycznia 1959 w St. Pancras Hall. 
Dzięki paszportowi brytyjskiemu, który zdobyła na początku lat 60., zaczęła podróżować za granicę: uczestniczyła m.in. w Światowym Kongresie Kobiet w Moskwie (1963) jako reprezentantka Trynidadu i Tobago oraz w dziesiątej edycji konferencji przeciw bombie wodorowej w Tokio. W 1964 roku współpracowała z Afrykańskim Kongresem Narodowym przy organizacji protestu głodowego przeciw apartheidowi i wspierającego więźniów politycznych, w tym Nelsona Mandelę. Tego samego roku spotkała się z Martinem Lutherem Kingiem, gdy zatrzymał się w Londynie, udając się po odbiór Pokojowej Nagrody Nobla. Spotkanie opisała w swoim ostatnim artykule wstępnym w „West Indian Gazette and Afro-Asian Carribean News”, który ukazał się już po jej śmierci. 
Przez większość życia zmagała się z problemami zdrowotnymi. Zmarła 24 grudnia 1964 na zawał, została pochowana na Highgate Cemetery koło grobu Karla Marxa. 